# 広江美奈
広江 美奈（ひろえ みな、5月16日 - ）は、日本の女優、声優。所属：エムキューブ・デザイン。東京都立川市出身。

## 来歴
- 子役から活動し、様々な商業演劇の舞台公演に出演。
- 1999年、『KiraKira☆メロディ学園』のオーディションに合格。転校という形で脱退するまで第1期生として活動。

## 出演
太字はメインキャラクター。

### テレビアニメ
- 涼宮ハルヒの憂鬱（2006年、岡島瑞樹）

### Webアニメ
- マカロンのかいかた（2019年、マカロン）
- おそとでごはん 〜外食は楽しい〜（2019年 - 2021年、心太、ママ）

### 劇場アニメ
- かぐや姫の物語（2013年）
- こんぷれっくす×コンプレックス（2015年、ゆいの母親）
- 薄暮（2019年、店員、アナウンサー）

### 吹き替え
- H2O:マーメイド・アドベンチャー（リッキー・チャドウィック）
- ダンス・オフ（シモンヌ）
- ファースト・タイム ～素敵な恋の始め方～（オーブリー〈ブリット・ロバートソン〉）
- クリパリ カエルの戦士（クーラ）
- UnREAL Season1（レイチェル〈シリ・アップルビー〉）
- UnREAL Season2（レイチェル〈シリ・アップルビー〉）
- スパイキッズ:とくべつミッションSeason1（テレーズ）
- リトルオードリー（DVD 2017年、エンジェルケーキ　カナリアのマリー）
- グランピーキャットの最低で最高のクリスマス（DVD 2018年、タビー）
- スパイキッズ:とくべつミッションSeason2（テレーズ）
- クリパリ 夢の世界へ（コア）
- アクリモニー 辛辣な復讐（メリンダ・ゲイル〈タラジ・P・ヘンソン〉）
- サイバー・ミッション （DVD 2019年、マリ）
- LOL〜ローラの青春（アシュリー〈アシュリー・グリーン〉）
- スピード・スティール（DVD 2019年、エヴァ）
- アメリカン・サイコ（ジーン）
- テラビシアにかける橋（メアリー）
- ダーティ・ダンシング（ペニージョンソン〈シンシア・ローズ〉）
- リケジョがサッカーに出会ったら（イーディー）
- フライト・ホステージ（レイシー）
- ブルータリスト
- アル・パチーノ ブロークン 過去に囚われた男（ブランディ 鍵客母親）
- トラブル・メーカー（シグネ）
- レッドライン ネバー・セイ・グッドバイ（DVD 2020年、エレーナ）
- 私のIDはカンナム美人（オ・ヒョンジョン）
- フライトSOS ロスト・イン・ザ・パシフィック（ニッキ）
- サイコパス 地下戦慄（モリー〈エミリー・アタック〉）
- ブラッド・イン・ザ・ウォーター（ベロニカ）
- デットリー・アフェア（メアリー）
- ミスティック・フェイス（クリスティーナ）
- サマー・シャーク・アタック（モリー）
- 事故物件〜身も凍る執念〜（ベス）
- チア・スクワット〜不可解な連続死〜（ターニャ）
- ブラッディ・スワン（アドリアナ）
- ウィルス・キャリア保菌者（メアリー）
- YOGANーヨウガンー（エミリー）
- ラブ・エスカレート（ベロニク）
- ストレンジ・ネイチャー（キムスイート）
- マザー・アゲイン 最後の夏の日（ポーラ）
- インターナル・アフェア（アンジェラ）
- ダイナソーホテル（シエナ）

### ゲーム
- 涼宮ハルヒの追想（2011年、岡島瑞樹）

### ドラマCD
- KiraKira☆メロディ学園（菊池優希）

### 映画
- 冷血デスマッチLOVE（2004年、ゆうばり国際ファンタスティック映画祭2005、ポートベロー・フィルム・フェスティバル2005、メルボルン・インディペント・フィルムメーカー・フェスティバル2005）
- purple eden（2004年）
- 俺の人生に乾杯なのだ（2004年）
- さくらの下の秘密（2005年、東京国際ファンタスティック映画祭2005）
- モラルキーパーズ（2005年、SEXY PRODUTION）
- マタニティ・ブルー（2006年、プチョン国際ファンタスティック映画祭2006、ゆうばり国際ファンタスティック映画祭2008、トロマダンス映画祭2007）
- 壊したいおもちゃ（2006年、調布映画祭2006奨励賞、シネアスト・オーガニゼーション・大阪エキシビション2006）
- 小太郎（2006年、水戸短編映像祭2006）
- 秘メ煙～HIMEGEMURI～（2007年）
- ワンちゃんねる（2008年、オルスタックピクチャーズ）
- ワンちゃんねる 誕生編（2008年、オルスタックピクチャーズ）
- 鈴の音は死神の囁き（2008年）
- トラッシュボックス（2008年、SEXY PRODUTION）
- 血女（2008年）
- LOVE TIMES♡（2009年）
- ０．０２５（2009年）
- MADDOG VIRUS(2010年、ベンテンエンタテインメント)
- 撃つ女。（2010年、ショートショートフィルムフェスティバル＆アジア2010）
- かみきれいちまい（2010年、カンボジア映画祭、バンコクインディペンデント映画祭2010、The Stepping Stone Film Festival、Macon Film Festival）
- バイシコー（2010年）
- party（2011年、札幌国際短編映画祭2012、第５回ひめじ国際短編映画祭）
- 私の優しくない先輩（2010年）
- 無条件幸福（2011年、KAP FILM）
- UTAGE（2011年、ndjc2011）
- 鳥を見て！（2012年、アートポート）
- SEESAW BOOM（2012年）
- Den of Horror　変な顔‐（2012年、HORIPRO）
- Den of Horror　逝ってきます‐（2012年、HORIPRO）
- Den of Horror　モコちゃん（2012年、HORIPRO）
- Den of Horror　かずこのこだま‐（2012年、HORIPRO）
- 吾輩は木村の猫である（2012年、ショートショートフィルムフェスティバル＆アジア2013、Taos ShortzFilm Festival2014）
- 小さな机と小さな椅子（2012年）
- 新しい生活（2012年）
- 萌（2012年）
- 2ちゃんねるの呪い‐Vol.8（2012年）
- あなたの知らない怖い話4‐赤丸マップ（2012年）
- 2ちゃんねるの呪い‐傑作選・怨念篇（2013年）
- 不旋律のソナタ（2014年、八王子映画祭2014準グランプリ）
- アイドル・イズ・デッド‐ノンちゃんのプロパガンダ大戦争(2014年、劇中歌）
- 庭先の花が、（2015年）
- リトルライフ・イン・ザ・サン（2015年）
- レミングスの夏（2017年）
- 穴※穴（2019年）
- その神の名は嫉妬（2019年）
- 日曜日とマーメイド（2022年）
- この子は邪悪（2022年）

### テレビ
- DO!フィッシング（CATV）
- 東京湾景
- ほんとにあった怖い話
- セーラーゾンビ‐（2014年）
- 煙霞～Gold Rush～‐（2015年）

### CM
- ASUS N10（ASUS）

### ラジオ
- TR-844（2007年、エフエムラジオ立川金曜日パーソナリティ）
- カリンのアットホーム・ナイト（2007年、葛飾FM ）
- 鎌倉FM「シーサイドカフェ828」
- たちかわFM 「明朗、K子のトークルーム」
- WEBラジオ「完熟フルハラ」

### ネットテレビ
- LOVE中野5丁目（2006年10月 - 12月、Mandaray TV）
- 浪漫ハピハピ王国（2007年1月 - 3月、Mandaray TV）

### MV
- 「もしかしてだけど、ミュージックビデオDVD」(2014年)
- イロメガネ「なによりも、へいおんを。」‐（2014年）

### 舞台
- 東京グローブ座プロデュース公演「HAM, Lets METAL」(1996年)
- シアターサンモール開場10周年記念公演「音楽劇・急がば廻れ２」(1999年)

### その他
- 広報誌「メトロニュース」モデル
- 「生涯学習のユーキャン」モデル
- concent不動産2013.12.15号 モデル
- Vodafone live! CAST「yubio」モデル
- 「TOMO BASIC SERIS ２」モデル
- 「Hivi」
- 「医療提携サロン　シエラ」ナレーション
- 「ニャンちゃんねる」1巻、11巻　ナレーション
- NHK「2000年NHK紅白歌合戦」
- 「toshiba note pc」filmo CMコンテスト品川賞受賞